# Liga Checa de Fútbol 2019-20
La Liga Checa de Fútbol 2019-20 por razones de patrocinio Fortuna liga, fue la vigésimo séptima temporada de la Liga de Fútbol de la República Checa, la máxima categoría del fútbol profesional de la República Checa. El torneo se comenzó a disputar el 12 de julio de 2019 y finalizó el 8 de julio de 2020, se tiene considerado un receso invernal entre los meses de noviembre y febrero.
Slavia Praga ganó su sexto título de liga y segundo consecutivo, después de ganar 1-0 al Viktoria Plzen, a tres fechas para el final.
El 12 de marzo de 2020, la liga anunció que todos los juegos del campeonato serían pospuestos hasta nuevo aviso debido a la Pandemia de COVID-19. Después de 2 meses, el 12 de mayo, se anunció que la Liga se reanudaría el 25 de mayo.

## Formato
Los 16 equipos participantes jugaron entre sí todos contra todos dos veces totalizando 30 partidos cada uno, al término de la fecha 30 los seis primeros pasaron a jugar el Grupo campeonato, los 4 del medio pasaron directamente a los Play-off para la Liga Europa y los 6 últimos jugaron el Grupo descenso.
En el Grupo campeonato los 6 participantes jugaron entre sí todos contra todos una vez, totalizando 5 partidos de más, al término de la fecha 35, el primero se coronó campeón y obtuvo un cupo para la Tercera ronda de la Liga de Campeones 2020-21, mientras que el segundo obtuvo un cupo para la Segunda ronda; el tercer clasificado obtuvo un cupo para la Segunda ronda de la Liga Europa 2020-21 y el cuarto clasificado clasifico directamente a la final de la eliminatoria para la Liga Europa.
En el Grupo Descenso los 6 participantes solo llegaron a jugar 3 veces, terminando con 33 partidos cada uno, esto debido a casos de Covid-19 en el club Opava. Al final se eliminaron los descensos para esta temporada y la liga se amplia a 18 equipos.
Un tercer cupo para la Tercera ronda de la Liga Europa 2020-21 fue asignado al campeón de la Copa de la República Checa 2019-20.

## Ascensos y descensos
El Dukla Praga descendido la temporada anterior es reemplazado para este torneo por el campeón de la Liga Nacional de Fútbol, el Dynamo České Budějovice, que vuelve a la máxima categoría después de cuatro años tras haber descendido en la temporada 2014-15.
| Pos. | Descendido de la Liga Checa de Fútbol 2018-19. |
| ---- | ---------------------------------------------- |
| 16.º | Dukla Praga                                    |

| Pos. | Ascendido de la Liga Nacional de Fútbol 2018-19. |
| ---- | ------------------------------------------------ |
| 1.º  | Dynamo České Budějovice                          |

## Información de los equipos
| Club                    | Ciudad             | Estadio                   | Capacidad |
| ----------------------- | ------------------ | ------------------------- | --------- |
| 1. Příbram              | Příbram            | Stadion Na Litavce        | 9.100     |
| 1. Slovácko             | Uherské Hradiště   | Městský fotbalový stadion | 8.121     |
| Baník Ostrava           | Ostrava            | Městský stadion (Ostrava) | 15.123    |
| Bohemians 1905          | Praga              | Ďolíček                   | 7.500     |
| Dynamo České Budějovice | České Budějovice   | Stadion Střelecký ostrov  | 6.700     |
| Fastav Zlín             | Zlín               | Letná Stadion             | 6.300     |
| Jablonec                | Jablonec nad Nisou | Stadion Střelnice         | 6.280     |
| MFK Karviná             | Karviná            | Městský stadion (Karviná) | 12.500    |
| Mladá Boleslav          | Mladá Boleslav     | Městský stadion (MB)      | 5.000     |
| Opava                   | Opava              | Městský stadion Opava     | 7.758     |
| Sigma Olomouc           | Olomouc            | Andrův stadion            | 12.483    |
| Slavia Praga            | Praga              | Eden Arena                | 21.000    |
| Slovan Liberec          | Liberec            | Stadion u Nisy            | 9.900     |
| Sparta Praga            | Praga              | Generali Arena            | 20.900    |
| Teplice                 | Teplice            | Na Stínadlech             | 18.221    |
| Viktoria Plzeň          | Pilsen             | Doosan Arena              | 13.000    |

## Temporada regular

### Tabla de posiciones
| Pos. | Equipo                  | Pts. | PJ | G  | E  | P  | GF | GC | Dif. | Clasificación                |
| ---- | ----------------------- | ---- | -- | -- | -- | -- | -- | -- | ---- | ---------------------------- |
| 1    | Slavia Praga            | 72   | 30 | 22 | 6  | 2  | 58 | 10 | +48  | Grupo campeonato             |
| 2    | Viktoria Plzeň          | 66   | 30 | 20 | 6  | 4  | 60 | 22 | +38  | Grupo campeonato             |
| 3    | Sparta Praga            | 50   | 30 | 14 | 8  | 8  | 55 | 35 | +20  | Grupo campeonato             |
| 4    | Jablonec                | 49   | 30 | 14 | 7  | 9  | 46 | 41 | +5   | Grupo campeonato             |
| 5    | Slovan Liberec          | 47   | 30 | 14 | 5  | 11 | 50 | 38 | +12  | Grupo campeonato             |
| 6    | Baník Ostrava           | 45   | 30 | 12 | 9  | 9  | 42 | 34 | +8   | Grupo campeonato             |
| 7    | Dynamo České Budějovice | 43   | 30 | 13 | 4  | 13 | 46 | 45 | +1   | Play-off para la Liga Europa |
| 8    | Bohemians 1905          | 42   | 30 | 12 | 6  | 12 | 38 | 41 | −3   | Play-off para la Liga Europa |
| 9    | 1. Slovácko             | 42   | 30 | 11 | 9  | 10 | 35 | 35 | 0    | Play-off para la Liga Europa |
| 10   | Mladá Boleslav          | 40   | 30 | 11 | 7  | 12 | 48 | 52 | −4   | Play-off para la Liga Europa |
| 11   | Sigma Olomouc           | 36   | 30 | 8  | 12 | 10 | 36 | 37 | −1   | Grupo descenso               |
| 12   | Teplice                 | 31   | 30 | 7  | 10 | 13 | 29 | 49 | −20  | Grupo descenso               |
| 13   | Fastav Zlín             | 27   | 30 | 7  | 6  | 17 | 25 | 47 | −22  | Grupo descenso               |
| 14   | MFK Karviná             | 26   | 30 | 5  | 11 | 14 | 23 | 39 | −16  | Grupo descenso               |
| 15   | Opava                   | 23   | 30 | 5  | 8  | 17 | 16 | 47 | −31  | Grupo descenso               |
| 16   | 1. Příbram              | 21   | 30 | 5  | 6  | 19 | 19 | 54 | −35  | Grupo descenso               |

Actualizado a los partidos jugados el 19 de junio de 2020.
 Fuente: Fortuna Liga, Soccerway
Criterios de clasificación: 1) Puntos; 2) puntos entre si; 3) diferencia de goles; 4) Goles marcados.
Notas:
1. 1 2  Puntos cara a cara: Bohemians 1905 4 puntos, 1. Slovácko 1 punto.

### Resultados
| Local \ Visitante       | 1PR | 1SL | BAN | BOH | DYN | FAS | JAB | MFK | MLA | OPA | SIG | SLA | SLO | SPA | TEP | VIK |
| ----------------------- | --- | --- | --- | --- | --- | --- | --- | --- | --- | --- | --- | --- | --- | --- | --- | --- |
| 1. Příbram              | —   | 1–4 | 0–0 | 3–2 | 2–0 | 0–0 | 4–0 | 0–2 | 0–0 | 0–0 | 0–0 | 0–1 | 2–1 | 0–1 | 1–1 | 1–2 |
| 1. Slovácko             | 2–0 | —   | 0–1 | 1–2 | 0–2 | 1–0 | 1–1 | 2–0 | 1–1 | 4–0 | 0–0 | 2–0 | 3–1 | 0–2 | 1–1 | 2–1 |
| Baník Ostrava           | 3–0 | 3–0 | —   | 4–2 | 2–1 | 4–0 | 1–1 | 3–0 | 2–3 | 0–0 | 2–2 | 2–2 | 1–2 | 0–0 | 0–1 | 0–2 |
| Bohemians 1905          | 1–0 | 0–0 | 0–2 | —   | 3–2 | 2–2 | 3–0 | 0–0 | 3–0 | 1–0 | 3–2 | 1–0 | 2–1 | 0–1 | 4–0 | 0–0 |
| Dynamo České Budějovice | 2–0 | 2–0 | 0–2 | 3–2 | —   | 2–0 | 1–1 | 3–0 | 3–0 | 0–1 | 2–0 | 0–3 | 0–1 | 2–2 | 3–1 | 0–3 |
| Fastav Zlín             | 1–0 | 2–1 | 1–1 | 2–3 | 2–3 | —   | 0–1 | 1–4 | 0–2 | 2–0 | 1–0 | 0–1 | 2–1 | 0–2 | 1–0 | 1–1 |
| Jablonec                | 4–0 | 6–0 | 2–1 | 2–0 | 0–1 | 1–0 | —   | 1–0 | 2–1 | 2–1 | 2–2 | 0–2 | 0–1 | 2–2 | 4–1 | 1–2 |
| MFK Karviná             | 2–0 | 0–2 | 1–2 | 0–0 | 0–0 | 2–0 | 0–1 | —   | 2–2 | 1–1 | 1–1 | 0–0 | 0–1 | 1–4 | 3–0 | 1–1 |
| Mladá Boleslav          | 6–0 | 0–0 | 2–0 | 2–1 | 4–2 | 1–1 | 2–3 | 1–0 | —   | 4–1 | 0–2 | 0–1 | 1–3 | 4–3 | 3–1 | 2–1 |
| Opava                   | 1–0 | 1–1 | 0–2 | 0–1 | 2–0 | 0–3 | 1–2 | 0–0 | 1–0 | —   | 2–1 | 1–1 | 1–1 | 0–1 | 0–1 | 0–3 |
| Sigma Olomouc           | 1–2 | 2–2 | 2–3 | 1–1 | 1–3 | 1–0 | 1–1 | 1–1 | 2–2 | 2–0 | —   | 0–0 | 1–0 | 1–0 | 2–0 | 0–1 |
| Slavia Praga            | 3–1 | 3–0 | 4–0 | 4–0 | 4–1 | 1–0 | 5–0 | 2–0 | 1–0 | 2–0 | 1–0 | —   | 1–0 | 1–1 | 3–0 | 0–0 |
| Slovan Liberec          | 3–2 | 3–1 | 0–0 | 3–1 | 4–2 | 5–0 | 2–2 | 3–0 | 2–2 | 4–0 | 0–1 | 0–3 | —   | 3–1 | 1–1 | 1–2 |
| Sparta Praga            | 3–0 | 0–2 | 2–0 | 4–0 | 3–3 | 2–2 | 2–0 | 4–0 | 5–2 | 2–0 | 3–3 | 0–3 | 0–2 | —   | 3–0 | 1–2 |
| Teplice                 | 4–0 | 0–0 | 1–1 | 1–0 | 1–3 | 2–1 | 1–2 | 0–0 | 2–0 | 2–2 | 1–3 | 1–5 | 2–0 | 1–1 | —   | 1–1 |
| Viktoria Plzeň          | 4–0 | 0–2 | 3–0 | 1–0 | 1–0 | 3–0 | 3–2 | 3–2 | 7–1 | 4–0 | 3–1 | 0–1 | 4–1 | 1–0 | 1–1 | —   |

## Grupo campeonato

### Tabla de posiciones
| Pos. | Equipo             | Pts. | PJ | G  | E  | P  | GF | GC | Dif. | Clasificación 2020–21                 |
| ---- | ------------------ | ---- | -- | -- | -- | -- | -- | -- | ---- | ------------------------------------- |
| 1    | Slavia Praga (C)   | 85   | 35 | 26 | 7  | 2  | 69 | 12 | +57  | Tercera ronda de la Liga de Campeones |
| 2    | Viktoria Plzeň     | 76   | 35 | 23 | 7  | 5  | 68 | 24 | +44  | Segunda ronda de la Liga de Campeones |
| 3    | Sparta Praga       | 60   | 35 | 17 | 9  | 9  | 66 | 40 | +26  | Tercera ronda de la Liga Europa       |
| 4    | Jablonec           | 51   | 35 | 14 | 9  | 12 | 48 | 52 | −4   | Segunda ronda de la Liga Europa       |
| 5    | Slovan Liberec (O) | 51   | 35 | 15 | 6  | 14 | 55 | 51 | +4   | Play-offs para la Liga Europa         |
| 6    | Baník Ostrava      | 47   | 35 | 12 | 11 | 12 | 47 | 43 | +4   |                                       |

Actualizado a los partidos jugados el 8 de julio de 2020.
 Fuente: Fortuna Liga, Soccerway
Criterios de clasificación: 1) Puntos; 2) puntos entre si; 3) diferencia de goles; 4) Goles marcados.
Notas:
1. ↑  Tras ganar la Copa de la República Checa 2019-20, el Sparta Praga obtuvo un cupo para la Tercera ronda de la Liga Europa 2020-21

### Resultados
| Local \ Visitante | BAN | JAB | SLA | SLO | SPA | VIK |
| ----------------- | --- | --- | --- | --- | --- | --- |
| Baník Ostrava     | —   | —   | 1–3 | —   | —   | 0–0 |
| Jablonec          | 1–1 | —   | —   | 1–1 | —   | —   |
| Slavia Praga      | —   | 4–0 | —   | —   | 0–0 | 1–0 |
| Slovan Liberec    | 2–1 | —   | 1–3 | —   | —   | —   |
| Sparta Praga      | 3–2 | 3–0 | —   | 4–1 | —   | —   |
| Viktoria Plzeň    | —   | 2–0 | —   | 4–0 | 2–1 | —   |

## Play-off para la Liga Europa

### Cuartos de final
| Equipo 1       | Agr. | Equipo 2                | Ida | Vuelta |
| -------------- | ---- | ----------------------- | --- | ------ |
| Mladá Boleslav | 4–1  | Dynamo České Budějovice | 2–1 | 2–0    |
| 1. Slovácko    | 2–4  | Bohemians 1905          | 1–2 | 1–2    |

### Semifinal
| Equipo 1       | Agr. | Equipo 2       | Ida | Vuelta |
| -------------- | ---- | -------------- | --- | ------ |
| Mladá Boleslav | 4–2  | Bohemians 1905 | 3–0 | 1–2    |

### Final
| Equipo 1       | Resultado | Equipo 2       |
| -------------- | --------- | -------------- |
| Slovan Liberec | 2–0       | Mladá Boleslav |

## Grupo descenso

### Tabla de posiciones
| Pos. | Equipo        | Pts. | PJ | G | E  | P  | GF | GC | Dif. |
| ---- | ------------- | ---- | -- | - | -- | -- | -- | -- | ---- |
| 1    | Sigma Olomouc | 40   | 33 | 9 | 13 | 11 | 39 | 40 | −1   |
| 2    | Teplice       | 38   | 33 | 9 | 11 | 13 | 37 | 51 | −14  |
| 3    | Fastav Zlín   | 33   | 33 | 9 | 6  | 18 | 30 | 52 | −22  |
| 4    | MFK Karviná   | 27   | 33 | 5 | 12 | 16 | 25 | 46 | −21  |
| 5    | Opava         | 25   | 33 | 5 | 10 | 18 | 17 | 50 | −33  |
| 6    | 1. Příbram    | 25   | 33 | 6 | 7  | 20 | 21 | 55 | −34  |

Actualizado a los partidos jugados el 28 de junio de 2020.
 Fuente: Fortuna Liga, Soccerway
Criterios de clasificación: 1) Puntos; 2) puntos entre si; 3) diferencia de goles; 4) Goles marcados.
Notas:
1. 1 2  Puntos cara a cara: Opava 4 puntos, 1. Příbram 1 punto

### Resultados
| Local \ Visitante | 1PR | FAS | MFK | OPA | SIG | TEP |
| ----------------- | --- | --- | --- | --- | --- | --- |
| 1. Příbram        | —   | —   | —   | —   | 2–0 | —   |
| Fastav Zlín       | 1–0 | —   | —   | 3–1 | —   | —   |
| MFK Karviná       | —   | —   | —   | 0–0 | —   | —   |
| Opava             | 0–0 | —   | —   | —   | —   | —   |
| Sigma Olomouc     | —   | —   | 3–1 | —   | —   | 0–0 |
| Teplice           | —   | 4–1 | 4–1 | —   | —   | —   |

## Goleadores
- Actualizado al 27 de mayo de 2020.
| # | Jugador             | Club                          | Goles |
| - | ------------------- | ----------------------------- | ----- |
| 1 | Petar Musa          | Slovan Liberec/Slavia Prague  | 14    |
| 1 | Libor Kozák         | Sparta Prague                 | 14    |
| 3 | Lukáš Budínský      | Mladá Boleslav                | 13    |
| 4 | Guélor Kanga        | Sparta Prague                 | 12    |
| 4 | Jakub Řezníček      | Teplice                       | 12    |
| 6 | Nikolay Komlichenko | Mladá Boleslav                | 10    |
| 6 | Martin Doležal      | Jablonec                      | 10    |
| 6 | Michael Krmenčík    | Viktoria Plzeň                | 10    |
| 6 | Pavel Bucha         | Mladá Boleslav/Viktoria Plzeň | 10    |
| 6 | Roman Potočný       | Slovan Liberec/Baník Ostrava  | 10    |